# Aussillon
 Aussillon  es una población y comuna francesa, ubicada en la región de Mediodía-Pirineos, departamento de Tarn, en el distrito de Castres y cantón de Mazamet-Sud-Ouest.

## Demografía
| 4504 | 6663 | 8383 | 8178 | 7673 | 6865 |
| Para los censos de 1962 a 1999 la población legal corresponde a la población sin duplicidades (Fuente: INSEE [Consultar]) |      |      |      |      |      |